# أندرو تشو
أندرو تشو (بالصينية: Andrew 周立銘) هو موسيقي صيني، ولد في 7 مايو 1990.

## وصلات خارجية
- أندرو تشو على موقع IMDb (الإنجليزية)
- أندرو تشو على موقع ميوزك برينز (الإنجليزية)